# Sly and Robbie
Sly and Robbie son un dúo de productores musicales jamaicanos. Son uno de los tándems de reggae más productivos. La sección rítmica compuesta por el batería Lowell Dunbar (llamado Sly por Sly Stone, uno de sus músicos preferidos) y el bajista Robert "Robbie" Shakespeare empezó a trabajar a mediados de los 70, después de que ambos se hubieran establecido en la escena musical jamaicana.

## Miembros
- Robbie Shakespeare (nombre Robert Shakespeare, el 27 de septiembre de 1953, en Kingston, Jamaica).
- Sly Dunbar (nombre Lowell Charles Dunbar, el 10 de mayo de 1952, en Kingston, Jamaica).

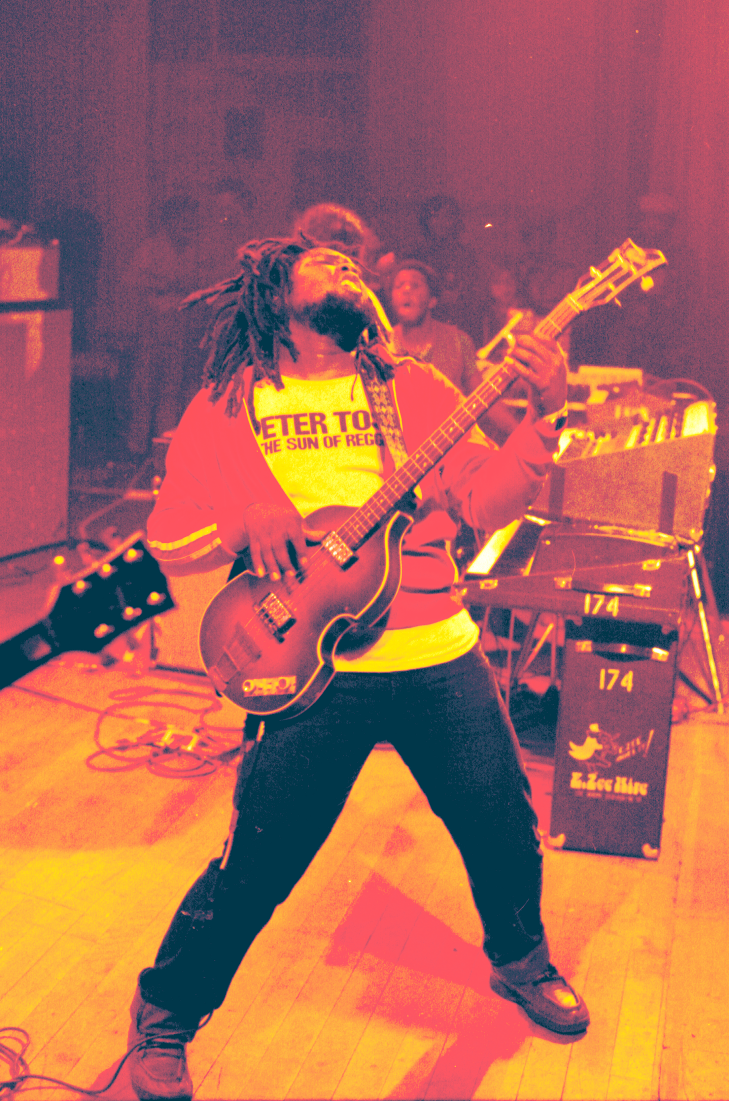
Robbie Shakespeare
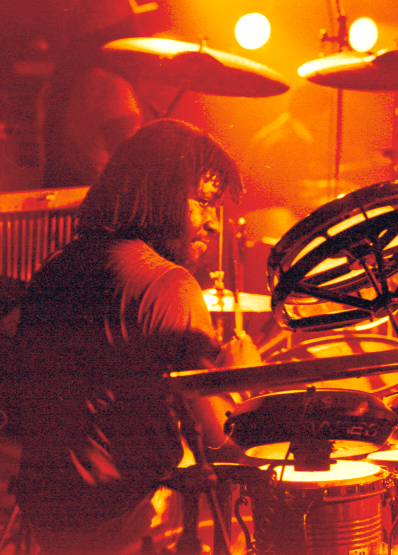
Sly Dunbar

## Discografía parcial
| Artista                         | Título                                      | Año     | Sello                     |
| ------------------------------- | ------------------------------------------- | ------- | ------------------------- |
| Barry Reynolds                  | I Scare Myself                              | 1982    | Island                    |
| Beenie Man                      | Maestro                                     | 1996    | Shocking Vibes            |
| Black Uhuru                     | Positive                                    | 1987    | Greensleeves              |
| Black Uhuru                     | Brutal                                      | 1986    | Greensleeves              |
| Black Uhuru                     | Anthem                                      | 1984    | Island                    |
| Black Uhuru                     | The Dub Factor                              | 1983    | Island                    |
| Black Uhuru                     | Chill Out                                   | 1982    | Island                    |
| Black Uhuru                     | Tear It Up                                  | 1982    | Island                    |
| Black Uhuru                     | Red                                         | 1981    | Island                    |
| Black Uhuru                     | Sinsemilla                                  | 1980    | Island                    |
| Black Uhuru                     | Showcase                                    | 1979    | Virgin                    |
| Bob Dylan                       | Infidels                                    | 1983    | CBS                       |
| Brent Dowe                      | My Everything                               | descon. | Circulation Music/Records |
| Bunny Wailer                    | Food/Serious Things                         | 1986    | Solomonic                 |
| Bunny Wailer                    | Dubdisco                                    | 1980    | Solomonic                 |
| Bunny Wailer                    | Marketplace                                 | 1984    | Solomonic                 |
| Bunny Wailer                    | Sings The Wailers                           | 1980    | Solomonic Island          |
| Bunny Wailer                    | Roots Radics Rockers Reggae                 | 1983    | Shanachie                 |
| Chaka Demus & Pliers            | Tease Me                                    | 1993    | Mango                     |
| Chaka Demus & Pliers            | For Every Kinda People                      | 1996    | Island                    |
| Charlie Chaplin                 | Que Dem                                     | 1986    | Powerhouse                |
| Cornell Campbell                | Follow Instructions                         | 1982    | Mobiler                   |
| Culture                         | Two sevens Clash                            | 1978    | Lightning Records         |
| Culture                         | Harder than the Rest                        | 1978    | Virgin                    |
| Cutty Ranks                     | Can I Touch U Baby                          | 1999    | Circulation Music/Records |
| Dennis Brown                    | Brown Sugar                                 | 1988    | RAS                       |
| Foundation                      | Heart Feel It                               | 1989    | Island                    |
| Frankie Paul                    | Strictly Reggae Music                       | 1983    | Londisc                   |
| Fugees                          | Fu Gee La Remix                             | 1996    | Columbia                  |
| Grace Jones                     | Living My Life                              | 1982    | Island                    |
| Grace Jones                     | Nightclubbing                               | 1981    | Island                    |
| Grace Jones                     | Warm Leatherette                            | 1980    | Island                    |
| Gregory Isaacs                  | Showcase                                    | 1980    | Taxi                      |
| Gregory Isaacs                  | Cool Ruler                                  | 1978    | Virgin                    |
| Gregory Isaacs                  | Soon Forward                                | 1979    | Virgin                    |
| Gwen Guthrie                    | Gwen Guthrie                                | 1982    | Island                    |
| Half Pint                       | In Fine Style                               | 1982    | Sunset                    |
| Half Pint                       | Victory                                     | 1988    | RAS                       |
| Half Pint                       | Greetings                                   | 1987    | Jet Star                  |
| Half Pint                       | Showcase with Michael Palmer                | 1986    | Greensleeves              |
| Half Pint/Junior Delgado        | I Want your Love                            | 1987    | Powerhouse                |
| Herbie Hancock                  | Rockit 12 Inch Maxi                         | 1983    | CBS                       |
| Home T4                         | Sly & Robbie Present                        | 1984    | Taxi                      |
| Ian Dury                        | Lord Upminister                             | 1981    | Polydor                   |
| Ini Kamoze                      | Pirate                                      | 1986    | Island                    |
| Ini Kamoze                      | Statement                                   | 1985    | Island                    |
| Ini Kamoze                      | Ini Kamoze                                  | 1984    | Island                    |
| Jacob Miller                    | Jacob Killer Miller                         | 1980    | Island                    |
| Jimmy Cliff                     | Follow my Mind                              | 1975    | Warner                    |
| Jimmy Riley                     | Rhythm Driven                               | 1981    | Island                    |
| Joe Cocker                      | Sheffield Steel                             | 1982    | Island                    |
| Junior Reid                     | One Blood                                   | 1990    | unknown                   |
| Kazumi Watanabe                 | Mobo 2                                      | 1983    | Gramavision Records       |
| Kazumi Watanabe                 | Mobo 1                                      | 1982    | Gramavision               |
| Ky-Mani Marley                  | Like Father Like Son                        | 1996    | Warner/Rhino              |
| Linval Thompson                 | Starlight                                   | 1988    | Mango                     |
| Linval Thompson                 | Linvall                                     | 1977    | Vista Sounds              |
| Linval Thompson                 | Rockers from Channel One                    | 1979    | Trojan                    |
| Mad Cobra                       | Hard to Wet, Easy to Dry                    | 1992    | Columbia                  |
| Material                        | The Third Power                             | 1991    | Axiom                     |
| Material                        | Seven Souls                                 | 1989    | Island                    |
| Matisyahu                       | Jerusalem (Out Of The Darkness Comes Light) | 2006    | JDub                      |
| Maxi Priest                     | Maxi                                        | 1987    | Virgin                    |
| Michael Franti and Spearhead    | Yell Fire!                                  | 2006    | Anti                      |
| Michael Palmer                  | Showcase with Half Pint                     | 1986    | Greensleeves              |
| Michael Rose                    | X-uhuru                                     | 1998    | Tabou 1 / Taxi            |
| Mick Jagger                     | She's the Boss                              | 1985    | CBS                       |
| Mighty Diamonds                 | Unruly Pickney                              | 1982    | MR                        |
| Mighty Diamonds                 | Tell Me What Wrong                          | 1980    | JIL                       |
| Mighty Diamonds                 | Vital Selection                             | 1981    | Virgin                    |
| Mighty Diamonds                 | Money Love                                  | 1982    | Powerhouse                |
| Mighty Diamonds                 | Backstage                                   | 1982    | Music Works               |
| Mighty Diamonds                 | Dubwise                                     | 1982    | Music Works               |
| Monty Alexander                 | Meets Sly and Robbie                        | 2000    | Telarc                    |
| Peter Tosh                      | Wanted Dread and Alive                      | 1980    | EMI                       |
| Peter Tosh                      | Live at Montreux                            | 1979    |                           |
| Peter Tosh                      | Mystic Man                                  | 1979    | EMI                       |
| Peter Tosh                      | Bush Doctor                                 | 1978    | Rolling Stones            |
| Peter Tosh                      | Equal Rights                                | 1977    | Columbia                  |
| Prince Far I                    | Cry Tuff Dub encounter II                   | 1979    | Virgin's Front Line       |
| Prince Jammy                    | Kamikaze Dub                                | 1996    | Trojan                    |
| Prince Jammy                    | A Dub Extravaganza                          | 1992    | Charley                   |
| Revolutionaires                 | Goldmine Dub                                | 1979    | Greensleeves              |
| Revolutionaries                 | Outlaw Dub                                  | 1979    | Trojan                    |
| Revolutionaries                 | Dutch Man Dub                               | 1978    | Burning Vibrations        |
| Rico                            | Man from Wareika                            | 1977    | Island                    |
| Ronnie Davis                    | Crucial                                     | 1978    | Big Mac Soul Power        |
| Serge Gainsbourg                | Negusa Nagast                               | 1981    | Polygram                  |
| Serge Gainsbourg                | Mauvaises Nouvelles des Etoiles             | 1981    | Phillips                  |
| Serge Gainsbourg                | Au Palace                                   | 1980    | Phillips                  |
| Serge Gainsbourg                | Aux Armes                                   | 1979    | Phillips                  |
| Shabba Ranks                    | A Mi Shabba                                 | 1995    | Epic                      |
| Sly and Robbie                  | Sounds of Taxi                              | 1984    | Taxi                      |
| Sly and Robbie                  | Sly & Robbie                                | 1999    | Rhino                     |
| Sly and Robbie                  | Presents Sound of Taxi 3                    | 1987    | Taxi                      |
| Sly and Robbie                  | Sixties Seventies and Eighties              | 1991    | Mango                     |
| Sly and Robbie                  | Sound of Sound                              | 1991    | Pow Wow                   |
| Sly and Robbie                  | Taxi Fare                                   | 1987    | Heartbeat                 |
| Sly and Robbie                  | Present Taxi Christmas                      | 1998    | RAS                       |
| Sly and Robbie                  | Ragga Pon Top                               | 1993    | Pow Wow                   |
| Sly and Robbie                  | Two Rhythms Clash                           | 1989    | RAS                       |
| Sly and Robbie                  | Massive                                     | 1999    | nyc music                 |
| Sly and Robbie                  | Many Moods of                               | 1994    | Sonic Sounds              |
| Sly and Robbie                  | Hits 1978-1990                              | 1990    | Sonic Sounds              |
| Sly and Robbie                  | Friends                                     | 1998    | Island                    |
| Sly and Robbie                  | Mambo Taxi                                  | 1997    | Island                    |
| Sly and Robbie                  | Drum and Bass Strip to the Bone by Howie B  | 1999    | Palm Pictures             |
| Sly and Robbie                  | Hail up Taxi 2                              | 1998    | Tabou1 / Taxi             |
| Sly and Robbie                  | Hail up the Taxi                            | 1996    | Island                    |
| Sly and Robbie                  | Mysteries of Creation                       | 1996    | Axiom                     |
| Sly and Robbie                  | Meet King Tubby                             | 1996    | House of Reggae           |
| Sly and Robbie                  | The Punishers                               | 1996    | Island                    |
| Sly and Robbie                  | Present Mykall Rose                         | 1995    | Taxi                      |
| Sly and Robbie                  | Funkcronomicon                              | 1995    | Axiom                     |
| Sly and Robbie                  | Remember Precious Times                     | 1992    | RAS Taxi                  |
| Sly and Robbie                  | Dub Rockers Delight                         | 1991    | Magnum Music Group        |
| Sly and Robbie                  | DJ Riot                                     | 1990    | Island                    |
| Sly and Robbie                  | Dubs for Tubs                               | 1990    | Rohit                     |
| Sly and Robbie                  | Silent Assassin with KRS-ONE and BDP        | 1989    | Island                    |
| Sly and Robbie                  | The Summit                                  | 1988    | Greensleeves              |
| Sly and Robbie                  | Present Gregory Isaacs                      | 1988    | RAS                       |
| Sly and Robbie                  | Rhythm Killers                              | 1987    | Island                    |
| Sly and Robbie                  | Taxi Connection Live in London              | 1987    | Island                    |
| Sly and Robbie                  | The Sting                                   | 1986    | Moving Target             |
| Sly and Robbie                  | Electro Reggae                              | 1986    | Island                    |
| Sly and Robbie                  | Language Barrier                            | 1985    | Island                    |
| Sly and Robbie                  | A Dub Experience                            | 1985    | Island                    |
| Sly and Robbie                  | Kings of Reggae                             | 1983    | Keystone                  |
| Sly and Robbie                  | Crucial Reggae                              | 1981    | Island Mango              |
| Sly and Robbie                  | Present Taxi                                | 1981    | Island                    |
| Sly and Robbie                  | Version Born (produced by Bill Laswell)     | 2004    | Palm Pictures             |
| Sly and Robbie                  | Blackwood Dub                               | 2012    | Groove Attack Productions |
| Sly and Robbie vs. Roots Radics | The Final Battle                            | 2019    | Serious Reggae            |
| Sly and Robbie vs. Roots Radics | The Dub Battle                              | 2022    | Serious Reggae            |
| Sly and the Revolutionaries     | Black Ash Dub                               | 1978    | Trojan                    |
| Sly Dunbar                      | Simply Slyman                               | 1978    | Virgin Frontline          |
| Sly Dunbar                      | Sly Wicked and Slick                        | 1979    | Virgin                    |
| Sly Dunbar                      | Sly-Go-Ville                                | 1982    | Island                    |
| Sugar Minott                    | A True                                      | 1984    | Arrival                   |
| Sugar Minott                    | Buy Off The Bar                             | 1983    | Powerhouse                |
| Sugar Minott                    | Sugar & Spice                               | 1990    | RAS                       |
| Suggs                           | The Lone Ranger                             | 1995    | WEA                       |
| The Itals                       | Brutal out Deh                              | 1981    | Nighthawk                 |
| Toots Hibbert                   | Toots in Memphis                            | 1988    | Island Mango              |
| Various                         | Music Works Showcase                        | 1982    | Music Works               |
| Various                         | Raiders of the Lost Dub                     | 1981    | Mango                     |
| Various                         | Down in Jamaica                             | 1990    | Invitation                |
| Various                         | La Trenga                                   | 1997    | VP                        |
| Wailing Souls                   | Live On                                     | 1994    | Island                    |
| Yami Bolo                       | Freedom and Liberation                      | 1998    | Tabou 1 / Taxi            |
| Yellowman                       | Yellow like Cheese                          | 1987    | RAS                       |
| Michael Franti & Spearhead      | Yellfire!                                   | 2006    | Boo Boo Wax               |

- Base de datos de la discografía del dúo
- Sly and Robbie en Myspace
- Sly and Robbie en Discogs

- Datos: Q576723
- Multimedia: Sly and Robbie / Q576723